# Studio op. 10 n. 11 (Chopin)
Lo Studio op. 10 n. 11 in Mi bemolle maggiore, conosciuto anche come Studio degli arpeggi, è stato composto da Fryderyk Chopin. Fa parte della raccolta di 12 Studi op. 10, scritti fra il 1829 e il 1832 e pubblicati nel 1833.   
Anche se in nulla inferiore agli altri, è il meno conosciuto ed eseguito degli Studi op.10. Da un punto di vista tecnico è uno Studio di grande utilità per i pianisti; l'autore lo ha scritto per favorire una grande elasticità delle mani e flessibilità del polso unite al miglioramento del controllo delle dita; la sua realizzazione corretta è comunque piuttosto difficile da ottenere. La difficoltà principale di questo brano è l'esecuzione dei continui e ripetuti accordi arpeggiati; è  inoltre complicato per le sue armonie cromatiche e gli spostamenti enarmonici. Con un corretto fraseggio la melodia scaturisce dalle note più alte degli accordi arpeggiati, assumendo quasi la liricità di un notturno.
Per questo Studio, come per gli altri, si può ipotizzare che Chopin lo volesse utilizzare in coppia con l'ultimo in Do minore; sembra infatti che l'atmosfera di questo brano sia stata studiata apposta per preparare l'entrata del dodicesimo e ultimo Studio.